# Daxon
 (octobre 2012).
Si vous disposez d'ouvrages ou d'articles de référence ou si vous connaissez des sites web de qualité traitant du thème abordé ici, merci de compléter l'article en donnant les références utiles à sa vérifiabilité et en les liant à la section « Notes et références ».
Daxon est une marque française de vente à distance en prêt-à-porter femme et homme, lingerie et chaussures, maison et bien-être. Daxon, qui appartient un temps à Redcats et est de nos jours une marque de la société Movitex membre de la FEVAD.

## Historique
En 1947, Movitex voit le jour, fabricant de sous-vêtements triboélectriques. En 1951, la société fait ses premiers pas dans la vente à distance en diffusant la marque Thermovitex. En 1974, Movitex crée la marque Daxon, pour distribuer ses collections par correspondance. En 1983, Daxon entre dans le groupe Redoute (renommé Redcats en 1999). En 2002, la marque lance son site de vente en ligne.
La marque Balsamik est lancée pour rajeunir l'offre en désuétude de Daxon. Fin 2013, le groupe PPR devenu Kering met en vente Daxon en parallèle de la vente de La Redoute. Daxon est cédé au dirigeant de Movitex Jean-Joël Huber en janvier 2015.
Daxon est une marque de la société  Movitex qui distribue les marques Balsamik et Pédiconfort.

## Implantation
Le siège social de l'entreprise se situe à Villeneuve d'ascq. L'entreprise emploie fin 2018 environ 130 salariés. 